# Rana Mansour
Rana Mansour (en persan : رعنا منصور), née le 16 novembre 1981 à Alexandria (Virginie), est une chanteuse et musicienne américano-iranienne.

## Biographie
Mansour naît au sein d'une famille d'artistes, dont la mère et le père étaient producteurs et réalisateurs à la Radio et télévision nationales iraniennes, avant la Révolution iranienne. Elle se rend au Berklee College of Music, une école de musique de Boston, où elle obtient sa licence de musique avec mention. Son premier album, Suite 16, sort en 1997. Son premier album en persan paraît en septembre 2015. Mansour se produisit en Europe ainsi qu'en Amérique du Nord, performant également lors de Tirgan, une fête perse, à Toronto et San Francisco. Elle interpréta plus d'une dizaine de langues.
Mansour se produit souvent en direct sur des chaînes télévisées perses, dont Voice of America, Manoto et BBC. En mars 2015, Mansour interpréta "Ki Ashkatu Pak Me Kneh" et Shab Zedhe" dans l'émission Nim Qarn, animée par Ebrahim Hamedi (Abi) et diffusée sur Manoto dans le cadre de ses cinquante ans de carrière.

## Apparitions télévisées
- Mansour a pu être aperçue dans Les Real Housewives de Beverly Hills, diffusée sur Bravo, interprétant sa chanson No Place Like Home[3].
- Le 4 novembre 2022, Mansour interpréta sa version de la chanson Baraye de Shervin Hajipour, lors de la finale de The Voice of Germany, afin de se montrer solidaire avec Hajipour, ainsi que les protestants iraniens arrêtés[4]. Elle fut ovationnée pendant environ deux minutes, puis elle parla de l'arrestation du rappeur iranien Toomaj Salehi.

## Discographie

### Albums studios
- Suite 16 (1997)
- The Adventures of Indygyrl (2008)
- Rana Mansour (2015) (album éponyme)
- Eshghe Naab (2019)

### Singles
- No Place Like Home
- Sorry Baby